# Сектор (Mortal Kombat)
Сектор (англ. Sektor; кодове ім'я — LK-9T9) — персонаж франшизи Mortal Kombat, що дебютував у третій частині серії. За сюжетом гри він перший кібернетичний ніндзя, створений кланом Лін Квей з метою вистежити і вбити свого колишнього союзника Саб-Зіро.

## Історія створення
Спочатку Mortal Kombat 3 мав з'явитися один персонаж Кібер-ніндзя, але потім творці вирішили збільшити кількість роботів у грі і перефарбували початковий спрайт в різні кольори. Перш ніж Сектор отримав своє остаточне ім'я, розробники прозвали його «Кетчупом» через червоне забарвлення. Його дизайн натхненний Бобою Феттом та Хижаком.

## Поява
Сектор дебютував у Mortal Kombat 3. Він є членом клану Лін Куей разом із Саб-Зіро, Сайраксом та Смоуком. Клан проводить кібернетизацію своїх бійців. Саб-Зіро відмовляється брати участь у програмі, тому Сектору разом із Сайраксом доручено вистежити та вбити свого колишнього союзника. Сектор з'являється як секретний персонаж Mortal Kombat Gold. Аж до Mortal Kombat: Armageddon персонаж не з'являвся в іграх.

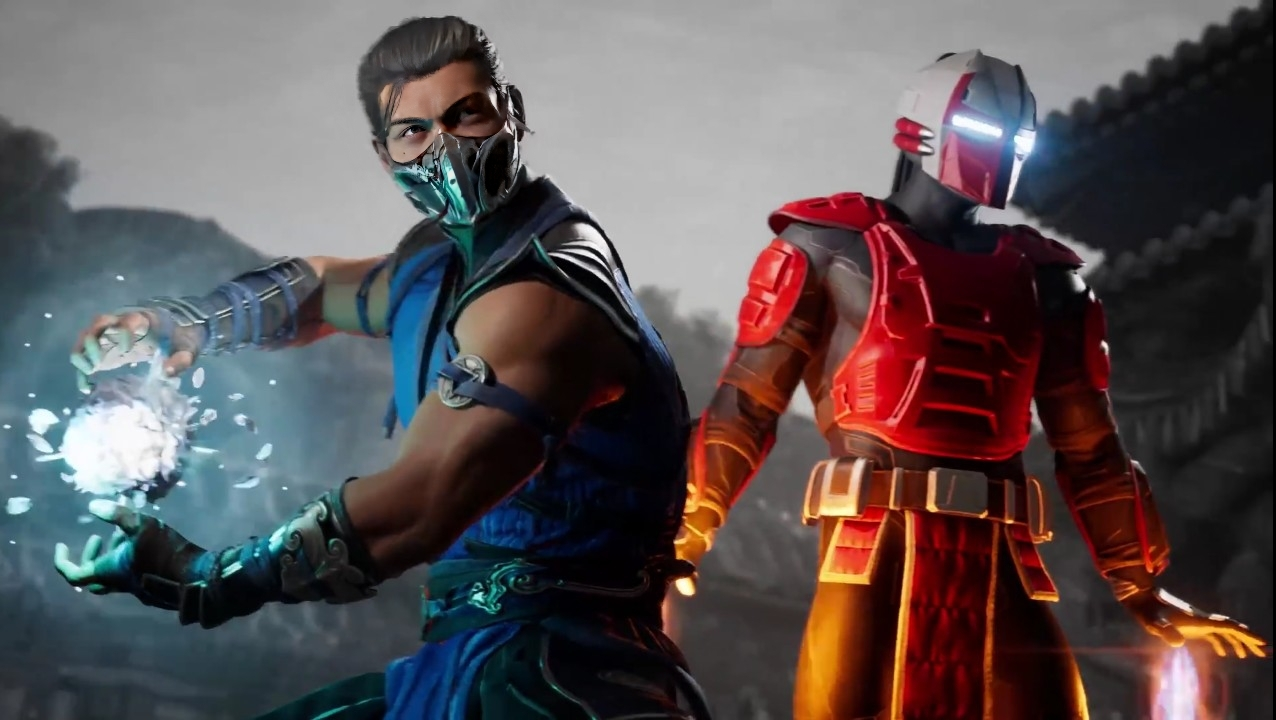
Суб-Зіро проти Сектора MK1

У перезавантаженні серії 2011 року він постає як член клану Лін Куей (китаєць), який разом із Сайраксом бере участь у турнірі Mortal Kombat (з англ. — «Смертельна битва»), організатором якого виступає Шан Цзун. Чаклун щедро платить за те, щоб вони змагалися та вбивали бійців Земного Царства. Сектор палко підтримує план Лін Квей з роботизації своїх членів, а Сайракс навпаки. Вони б'ються після того, як Сайракс відмовляється вбити Джонні Кейджа в бою. Під час другого етапу турніру кібернетизований Сектор намагається викрасти Смоука, але його зупиняє Рейден. Однак, на відміну від сюжетної лінії оригінальних частин, роботам вдається насильно звернути Саб-Зіро. Коли Шао Кан починає вторгнення в Земне Царство, Сектор та інші кіборги клану Лін Квей допомагають йому, але згодом зазнають поразки від Нічного Вовка.
Mortal Kombat 11 Сектор не є ігровим персонажем, але бере участь у сюжетному режимі. Кіберармію Лін Квей відроджено хранителькою часу Кронікою. До них приєднується колишня учениця Саб-Зіро, Фрост, яка також пройшла програму. Він, Сайракс і Фрост за підтримки Нуба Сайбота викрадають інших воїнів клану і силоміць роботизують їх. Дізнавшись про те, що вони зробили, Саб-Зіро та Ханзо Хасаші (Скорпіон) прибувають на фабрику Кібер-Лін Куей, щоб знищити її. Сектора Сектора знову вбивають, проте його тіло використовується союзниками Кроніки для атаки на сили Спецназу.
У Mortal Kombat 1 з'являється як камео-персонаж, у сюжеті не бере участі.
Сектор з'являється у одному з епізодів веб-серіалу Mortal Kombat: Legacy 2011 року. Його грає Пітер Шинкод. Він і Сайракс проходять програму кібернетизації у секретній штаб-квартирі Лін Квей під керівництвом Кано. Персонаж грає другорядну роль у коміксах Mortal Kombat X: Blood Ties (2015) від DC Comics, а також з'являється в анімаційному фільмі Mortal Kombat Legends: Battle of the Realms (2021).

## Критика та відгуки
У 2011 році він разом зі Смоуком та Сайраксом зайняв перше місце в списку «Найбільш смертоносних ігрових машин» сайту Games Radar. Видання 411mania поставила Сектора на9-те місце у списку 10 найкращих персонажів Mortal Kombat, зазначивши, що це єдиний кібер-ніндзя, який залишався вірним своєму клану. Сайт UGO помістив його на 26-е місце у списку п'ятдесяти найкращих персонажів серії від 2012 року.